# Heidenau
Heidenau (pronunciación en alemán: /ˈhaɪ̯dənaʊ̯/ⓘ) es una localidad del distrito de Suiza Sajona-Montes Metálicos Orientales, Sajonia, Alemania. Está situada en la orilla izquierda del río Elba, 13 km al sudeste de Dresde, y su población es de algo más de 15.000 habitantes. Se formó en 1920 al unirse los núcleos poblacionales de Mügeln, Heidenau y Gommern, algunos de los cuales habían experimentado un importante desarrollo industrial durante la segunda mitad del siglo XIX. Durante la Segunda Guerra Mundial albergó un subcampo del Campo de concentración de Flossenbürg, y el 8 de mayo de 1945 fue víctima de un bombardeo aliado que costó la vida a 40 personas. En tiempos de la RDA se consolidó como zona de importancia industrial. Heidenau sufrió daños serios durante las inundaciones europeas de 2002.

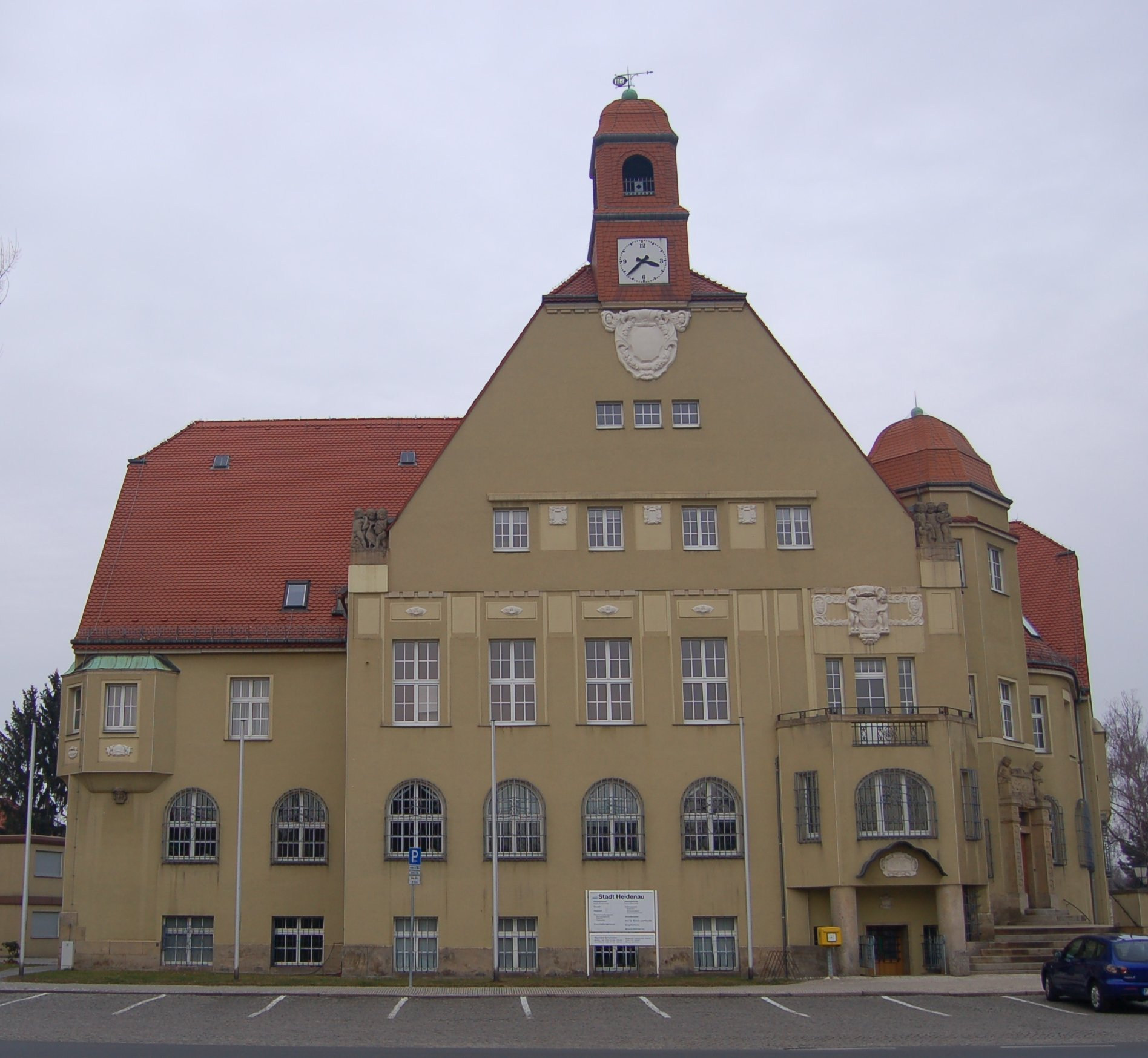
Ayuntamiento de Heidenau.